# Ned Goldreyer
Ned Charles Goldreyer est un scénariste et producteur de télévision américain principalement connu pour son travail sur les séries et émissions de télévision  Parents à tout prix, Dilbert et Totally Biased with W. Kamau Bell.

## Filmographie

### Scénariste

#### PourLes Simpson
| Année | Titre                                                   | Titre original                             | Saison | Épisode | Scénariste    |
| ----- | ------------------------------------------------------- | ------------------------------------------ | ------ | ------- | ------------- |
| 1997  | Simpson Horror Show VIII - Cuisinier, c'est pas sorcier | Treehouse of Horror VIII - Easy-Bake Coven | 9      | 4       | Mark Kirkland |
| 1998  | La Malédiction des Simpson                              | Lisa the Simpson                           | 9      | 17      | Susie Dietter |

#### Autre
- 1995-1996 : Late Night with Conan O'Brien (9 épisodes)
- 1998 : House Rules
- 1999-2000 : Dilbert (8 épisodes)
- 2000 : 2000 MTV Movie Awards
- 2001-2005 : Parents à tout prix (13 épisodes)
- 2005 : Twins
- 2007 : 2007 MTV Movie Awards
- 2008 : Spike Guys Choice
- 2008 : Root of All Evil (10 épisodes)
- 2009 : La Ferme en folie (Back at the Barnyard) (1 épisode)
- 2010 : Jonas L. A. (1 épisode)
- 2013 : Totally Biased with W. Kamau Bell (13 épisodes)

### Producteur
- 1998 : House Rules
- 1999-2000 : Dilbert (29 épisodes)
- 2001-2005 : Parents à tout prix (91 épisodes)
- 2005 : Twins
- 2010 : Jonas L. A. (10 épisodes)

### Acteur
- 1997 : Who's the Caboose? : l'assistant directeur de studio
- 2004 : Pilot Season : le producteur de la NBC
- 2013 : Totally Biased with W. Kamau Bell (1 épisode)